# Auf der Lüneburger Heide
Das Lied Auf der Lüneburger Heide, nach einem Gedicht aus dem Band Der kleine Rosengarten von Hermann Löns, wurde  von Ludwig Rahlfs vertont.
Es wird auf Volksfesten – besonders in Norddeutschland – häufig gespielt und ist auch im Repertoire der Gesangsvereine, wie auch bei Studentenverbindungen häufig anzutreffen.
Bekanntheit über die Lüneburger Heide hinaus erlangte es durch die Filme Grün ist die Heide von 1951 mit Kurt Reimann, Hans Richter und Ludwig Schmitz als Sänger und Schauspieler, sowie den gleichnamigen Film von 1972, in dem Roy Black das Heidelied singt. Verschiedene Musiker haben Interpretationen des Liedes veröffentlicht, so u. a. der Tenor Rudolf Schock auf seiner CD Stimme für Millionen. Die slowenische Post-Industrial-Band Laibach nutzte das Lied 1988 auf ihrer Coverversion des The-Beatles-Albums Let It Be, wo unter dem Titel Maggie Mae an Stelle des von den Beatles genutzten englischen Traditionals ein verfremdetes Auf der Lüneburger Heide (erste und dritte Strophe) in Kombination mit Was gleicht wohl auf Erden zu hören ist.

## Geschichte und Inhalt
In seinem Sammelband Mein braunes Buch, in dem Kapitel Im roten Post, erwähnt Löns mehrmals ein „altes Schelmenlied“ oder das „freche Strolchlied“, das ihm „nicht aus dem Kopf will“: Auf der Lüneburger Heide ging ich auf und ging ich unter. Auch in seinem Buch Das zweite Gesicht erwähnt er den Text und nennt es hier: „Das frechste von allen Liedern“.  Er hatte dieses während seiner  Studentenzeit in Göttingen gehört und nahm es als Vorlage für sein Gedicht. Am 13. November 1906 erwähnt er in einem Brief an  den deutschen Literatur- und Theaterwissenschaftler Arthur Kutscher auch den ursprünglichen Text dieses Liedes: „Lieber Herr Doktor, kennen Sie das schöne Lied:
Auf der Lüneburger Heide

ging ich auf und ging ich unter,

Bruder, pump mir deine Kleine,

denn die meine ist nicht munter.
[…]“
Für seinen eigenen Text verwendete Löns nur die beiden ersten Zeilen des studentischen Ulklieds und änderte auch Versmaß und Reimschema. Die witzige Zeile „ging ich auf und ging ich unter“ – man kann auf und ab oder auf und nieder gehen, aber Auf- und Untergang sind Vorrecht von Sonne, Mond und Sternen – verlor dadurch ihre motivierende Reimentsprechung. In den Strophen 2 und 3 sind Wein und Jagd die Themen; erst die letzte kommt auf das (durch den Refrain von Anfang an präsente) Thema Liebe zurück, das offenbar auch mit dem „allerlei“ der ersten Strophe schon gemeint war, wie der „beste Schatz“ wohl weiß.

## Liedtext

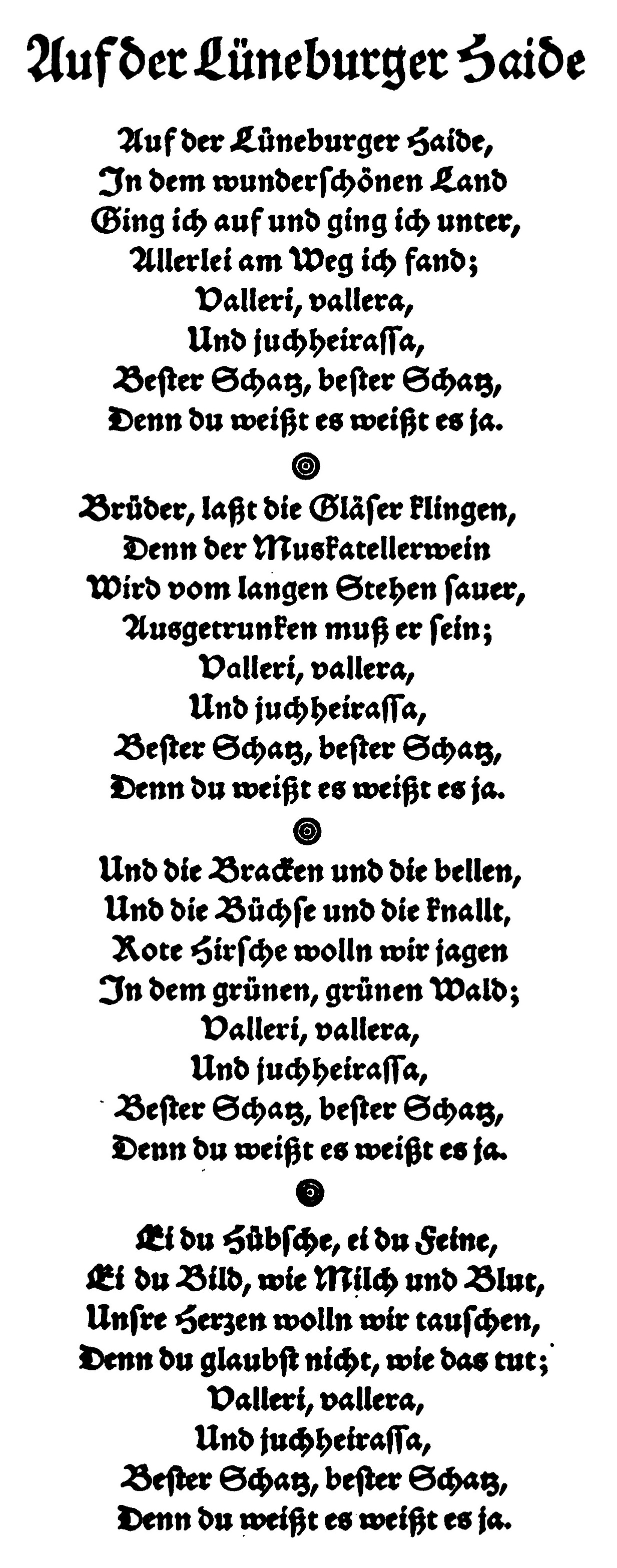
Hermann Löns: Auf der Lüneburger Haide (Druck 1922)

1. Auf der Lüneburger Haide,

In dem wunderschönen Land

Ging ich auf und ging ich unter,

Allerlei am Weg ich fand;

Refrain:

Valleri, vallera,

Und jucheirassa,

Bester Schatz, bester Schatz,

Denn du weißt es weißt es ja.

2. Brüder, laßt die Gläser klingen,

Denn der Muskatellerwein

Wird vom langen Stehen sauer,

Ausgetrunken muß er sein;

Refrain: Valleri …

3. Und die Bracken und die bellen,

Und die Büchse und die knallt,

Rote Hirsche wolln wir jagen

In dem grünen, grünen Wald;

Refrain: Valleri …

4. Ei du Hübsche, ei du Feine,

Ei du Bild, wie Milch und Blut,

Unsre Herzen wolln wir tauschen,

Denn du glaubst nicht, wie das tut;

Refrain: Valleri …